# Chinatown, My Chinatown

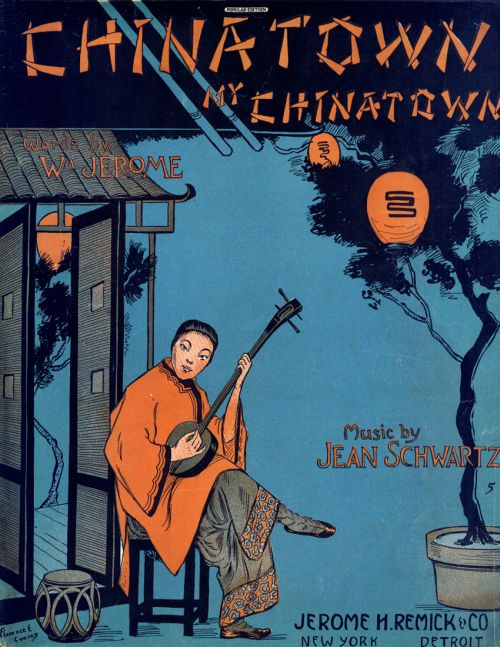
Chinatown My Chinatown – okładka z 1910

Chinatown, My Chinatown – piosenka autorstwa Williama Jerome'a i Jeana Schwartza z 1906 roku, następnie wykorzystana w musicalu Up and Down Broadway w 1910.
Niektóre wykonania (alfabetycznie) - Louis Armstrong, Chet Atkins, Chris Barber, Sidney Bechet, Jimmy Dorsey, Benny Goodman, Fletcher Henderson, Al Jolson, The Mills Brothers, Kid Ory, Louis Prima, Art Tatum, Caterina Valente, Teddy Williams.
Utwór został wykorzystany między innymi w filmie Młody człowiek z trąbką (1950) i grze Mafia (2002).